# Akaiwa

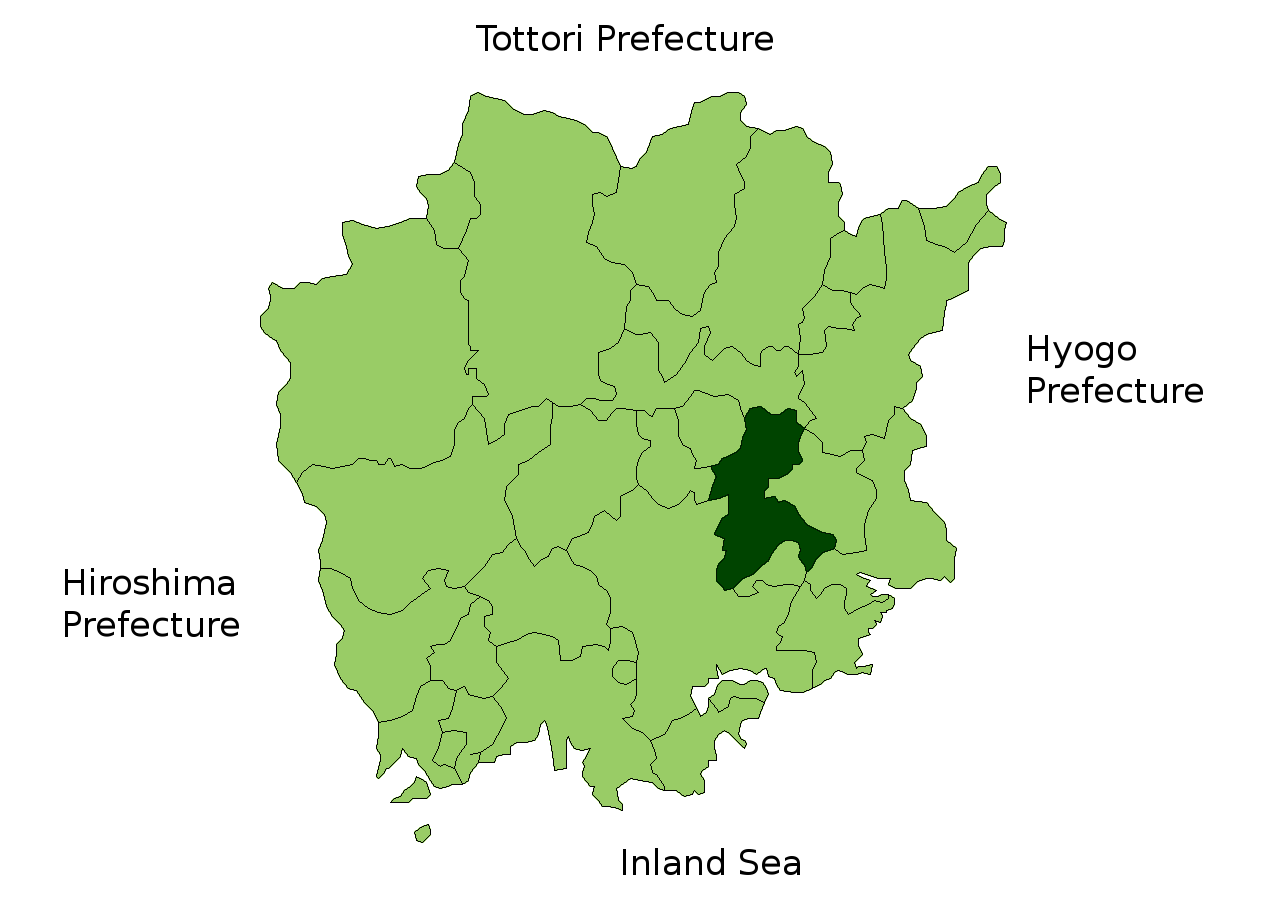

Akaiwa (赤磐市 Akaiwa-shi?) este un municipiu din Japonia, prefectura Okayama.